# Бельведер (готель)
Готель Belvédère розташований на висоті 2429 м над рівнем моря на альпійському перевалі Фурка, що з'єднує кантони Урі і Вале у Швейцарії.

## Історія

### Засновник
Невеликий готель Belvédère був побудований у 1882 році за ініціативи Йозефа Зайлера (1858—1929), якому на той час було 24 роки. Йозеф був сином Олександра Старшого та Катаріни Катрейн. З 1882 року був одноосібним власником важливого готелю, що був на п'ятсот метрів нижче в Глечі.

### Період розбудови
Будівля готелю Belvédère належить до останньої великої хвилі розбудови, яка розпочалася у всій Швейцарії у 1880-х роках. Під час неї кількість готелів у Вале збільшилася з 79 у 1880 до понад 320 перед Першою світовою війною.
Протягом кількох десятиліть готель Belvédère ставав одним з найбільш знакових готелів швейцарських Альп.
Починаючи з кінця XIX століття, коли була побудована дорога на перевалі Фурка, туристи з'їжджалися до готелю завдяки його панорамним видам на крижаний пейзаж, а також для відвідання природної крижаної печери, вхід до якої висікають досі щороку.

### Модернізація
У 1903-1904 роках, коли готельна індустрія у всій країні почала стрімко зростати, Йозеф Зайлер наважився на модернізацію готелю, яка була завершена в 1904 році. Раніше простий будинок із двосхилим дахом був розширений на південь чотирма віконними осями, збудовано два додаткові поверхи, а будівля накрита характерним мансардним дахом. У 1907 році кількість ліжок була збільшена до 90.

## Перша світова війна та повоєнний час
Перша світова війна не завдала великої шкоди готельній справі родини Зайлера. Завдяки хорошим резервам, вони все ще були стійкими до економічного спаду. Навіть перший період кризи, який був перерваний коротким піднесенням у 20-х роках, був пережитий без збитків.

## Закриття
Збільшення автомобільного руху на цій території давало негативні довгострокові наслідки. Із дедалі кращими дорогами та потужнішими транспортними засобами кількість гостей в альпійських готелях також впала. Попередня дводенна або багатоденна поїздка через перевали стала одноденною поїздкою в обидва кінці. У готелях, де зупинялися раніше, в кращому випадку могли насолодитися обідом або просто чашкою чаю. Внаслідок цього кількість гостей у Бельведері стрімко скоротилася. Крім того, дорога недоступна в суворі зимові дні, тому готель закритий майже на п'ять-шість місяців щороку.
У 2000 році був побудований новий тунель, який обійшов шлях до Бельведера, що лише ускладнило справи для бізнесу. Кімнати всередині такі ж, як у 1880-х, але це вже не старовинні принади, а старі та погано доглянуті. Дедалі більше людей приїжджало подивитися на готель, але все менше і менше бажало залишитися в ньому. Не маючи можливості конкурувати та підтримувати себе готель у 2015 був остаточно зачинений, зараз будівля стоїть із забитими дошками дверима та вікнами.

## Додатково
- У фільмі 1964 року Джеймс Бонд вперше керує автомобілем Aston Martin DB5. Готель і льодовик добре видно в одній зі сцен фільму «Голдфінгер».
- Готель неодноразово відвідував Папа Іван ХХІІІ.[1]